# Doctor en la Ciencia del Derecho
Doctor en la Ciencia del Derecho, Doctor of Juridical Science o Doctor of the Science of Law, (en latín: Scientiae Juridicae Doctor S.J.D. o Juridicae Scientiae Doctor J.S.D.) es un título de doctorado de investigación en Derecho equivalente al doctorado en Filosofía (Ph.D.) que se otorga en otras áreas del conocimiento. Este título es ofrecido principalamente por universidades de Estados Unidos de América (país en el que se originó este título), Canadá y Australia. Este doctorado en investigación es el título académico de más alta jerarquía en el estudio del Derecho luego de concluir exitosamente la formación jurídica profesional (LL.B. o J.D.) más el primer título de estudios de posgrado en Derecho (LL.M.). Las personas que optan por este título, en general, buscan iniciar una carrera como profesores de Derecho, investigadores jurídicos o académicos en otras disciplinas con un énfasis en el estudio del fenómeno jurídico.

## Australia
El S.J.D. es ofertado por la Australian National University, la Bond University, La Trobe University, la University of Canberra, la University of New South Wales, la University of Sydney, la University of Technology Sydney, y la University of Western Australia.

## Canadá
El J.S.D. o S.J.D. es ofrecido únicamente por la University of Toronto. La Escuela de Posgrado de la University of Toronto is la institución líder en la formación de profesores de derecho en Canadá. Otras escuelas de Canadá aún ofrecen el Ph.D. como su más alto título de posgrado en Derecho.

## Estados Unidos de América
El J.S.D., o S.J.D. es un doctorado de investigación y como tal equivalente al popular doctorado en Filosofía (Ph.D.). Es considerado el título más avanzado en derecho por instituciones de alto prestigio académico como Cornell University, Harvard Law School, Yale Law School, NYU Law, Stanford Law, UVA Law, Duke Law School, Berkeley Law, UCLA School of Law, Washington University School of Law, George Washington University Law School, University of Arizona James E. Rogers College of Law, and University of Illinois College of Law. Para Indiana University es el título final en la carrera jurídica diseñado para las personas interesadas en ingresar a la academia. La National Association of Legal Professionals se refiere al J.S.D./S.J.D. como el más avanzado título académico en derecho que sigue luego de alcanzar los títulos de J.D. y LL.M.
Los aplicantes deben tener excelentes credenciales académicas. Se requiere tener un primer título en derecho (como el J.D. o una licenciatura en Derecho LL.B.) así como poseer un título de maestría LL.M.
El J.S.D. o S.J.D. requiere de tres a cinco años de estudios. El programa empieza con una combinación de cursos obligatorios y electivos y un examen oral de conocimientos sobre las materias sobre las que versará su investigación que se toma a partir de finalizar el primer año de estudios. Una vez aprobado el examen oral, el estudiante es considerado candidato doctoral e inicia su fase de investigación. La aprobación del programa requiere escribir y defender una disertación doctoral ante un tribunal de al menos tres miembros del claustro académico. La disertación debe ser una contribución original al estudio de la Ciencia del Derecho. El J.S.D. o S.J.D. es un programas en residencia y requiere que el estudiante permanezca conectado con las actividades académicas de la universidad durante el desarrollo de su investigación. Se requieren permisos especiales para dejar el campus universitario y se conceden únicamente en casos de necesidades propias del tema de investigación.
Algunos graduados notables de programas de doctorado en la Ciencia del Derecho incluyen:
- Sang-Hyun Song (Cornell Law School, 1970), Presidente de la Corte Penal Internacional (CPI)
- Harvey L. Strelzin (New York University, 1906), Profesor de New York University.[32]
- Charles Hamilton Houston (Harvard, 1923), destacado defensor de los derechos civiles[33]
- Lowell Turrentine (Harvard, 1929), destacado profesor de Stanford University[34]
- Justice Bernard Jefferson (Harvard, 1934), destacado docente y juez[35]
- Pauli Murray (Yale, 1965), destacada defensora de derechos civiles[36]
- Ayala Procaccia (University of Pennsylvania, 1972), juez dela Corte Suprema de Israel
- John Cencich (Notre Dame Law School, 2008), profesor y ex investigador principal de crímenes de guerra de las Naciones Unidas en la Corte Penal Internacional para la Ex-Yugoslavia en La Haya
- Christos Rozakis (University of Illinois, 1973), presidente del Tribunal Administrativo del Consejo de Europa y exvicepresidente de la Corte Europea de Derechos Humanos
- Ma Ying-jeou (Harvard, 1980), presidente de la República de China
- Theodor Meron (Harvard Law School), profesor (New York University) y presidente de la Corte Penal Internacional para la Ex-Yugoslavia

## Términos relacionados
- Doctor of Law
- LLD (Legum Doctor)
- Juris Doctor (J.D.)
- Master of Laws (LL.M.)
- Bachelor of Laws (LL.B.)
- Doctor of Canon Law (J.C.D.)